# ترابادلو
ترابادلو (به اسپانیایی: Trabadelo) یکی از دهستان‌های اسپانیا است که در استان لئون، اسپانیا واقع شده‌است.

## خصوصیات
ترابادلو ۶۸ کیلومترمربع مساحت و ۵۲۳ نفر جمعیت دارد.